# Eugen Fischer (Theologe)
Eugen Heinrich Fischer (* 26. Juni 1909 in Rottweil; † 21. April 1984) war ein deutscher römisch-katholischer Theologe. Er war ordentlicher Professor für Kirchenrecht und Kirchliche Rechtsgeschichte.

## Leben
Der aus Rottweil am Neckar gebürtige Eugen Fischer, Sohn des Gymnasialprofessors Eugen Fischer senior und der Sofie Fischer, geborene Rebstock, war katholisch und wandte sich nach abgeschlossenem Abitur einem Studium der Theologie an den Universitäten Tübingen sowie Freiburg im Breisgau zu, bis er 1933 die Priesterweihe empfing. Neben seelsorgerischen Tätigkeiten widmete Fischer sich anschließend in Tübingen einem Doktoratsstudium, das er 1943 mit dem Erwerb des akademischen Grades eines Dr. theol. abschloss. Seine Dissertation verfasste er zum Thema Gregor der Große und Byzanz.
Er erhielt dort im gleichen Jahr einen Lehrauftrag, 1953 habilitierte er sich in Tübingen als Privatdozent für die Fächer Kirchenrecht und Kirchliche Rechtsgeschichte mit einer Schrift über die Bußgerichtsbarkeit. Im gleichen Jahr nahm er das Angebot für die beamtete außerordentliche Professur für seine Habilitationsfächer an der Philosophisch-Theologischen Hochschule Dillingen an, 1955 erfolgte seine Beförderung zum ordentlichen Professor, 1970 wechselte er in selber Funktion an die Universität Augsburg, im Jahr 1977 wurde er emeritiert. 
Eugen Fischer, der darüber hinaus von 1947 bis 1975 die Leitung der staatlichen Studienbibliothek Dillingen innehatte, trat als Verfasser von Beiträgen zum Kirchenrecht und zur Kirchlichen Rechtsgeschichte hervor.

## Schriften
- Gregor der Große und Byzanz: ein Beitrag zur Geschichte der päpstlichen Politik. Dissertation. 1942 (Digitalisat). Teilabdruck in: Zeitschrift für Rechtsgeschichte. Kanonische Abteilung. Band 36, 1950.
- Die Bußgerichtsbarkeit. 2 Bände. Habilitationsschrift, 1953.
- Bußgewalt, Pfarrzwang und Beichtvaterwahl nach dem Dekret Gratians. 1954.
- Theologieprofessor, theologische Fakultät und Kirche: das akademische Lehramt der katholischen Theologie im Rahmen des deutschen Konkordatsrechtes. 1960.
- Jurisdiktion und Approbation zum Beichtverhören. Schöningh, 1968.
- Die Notwendigkeit hoheitlicher Hirtengewalt zur Bußspendung. Schöningh, 1969.
- Johannes Baptist Sägmüller. Wewel, 1970.